# Trnje, Črenšovci
Trnje este o localitate din comuna Črenšovci, Slovenia, cu o populație de 551 de locuitori.